# King-Nunatakker
Die King-Nunatakker sind eine Gruppe von Nunatakkern im ostantarktischen Mac-Robertson-Land. Sie ragen 17 km nordöstlich des zur Gruppe der Stinear-Nunatakker gehörenden Summers Peak auf.
Luftaufnahmen der Australian National Antarctic Research Expeditions (ANARE) dienten ihrer Kartierung. Das Antarctic Names Committee of Australia benannte sie nach David F. King, Flugzeugingenieur bei den ANARE-Kampagnen zur Vermessung der Prince Charles Mountains in den Jahren 1970 und 1971. 